# Куншаг

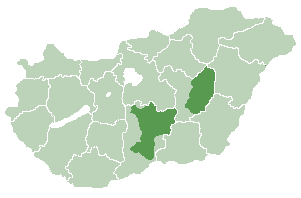
Расположение Куншага на карте Венгрии

Куншаг (Кумания; венг. Kunság) — историческая область в центральной части Среднедунайской равнины, в междуречье Дуная, Тисы и Кёрёша. Название область получила от половцев (куманов), расселившихся на этой территории в начале XIII века, а позднее ассимилированных венграми. Куншаг подразделяется на две части: Надькуншаг (Большая Кумания, венг. Nagykunság;), расположенный к востоку от города Сольнок вдоль течения Тисы, и Кишкуншаг (Малая Кумания, венг. Kiskunság), лежащий между Дунаем и Тисой. В настоящее время территория Надькуншага входит в состав медье Яс-Надькун-Сольнок, а Кишкуншаг расположен на территории медье Бач-Кишкун Венгерской республики.

## География

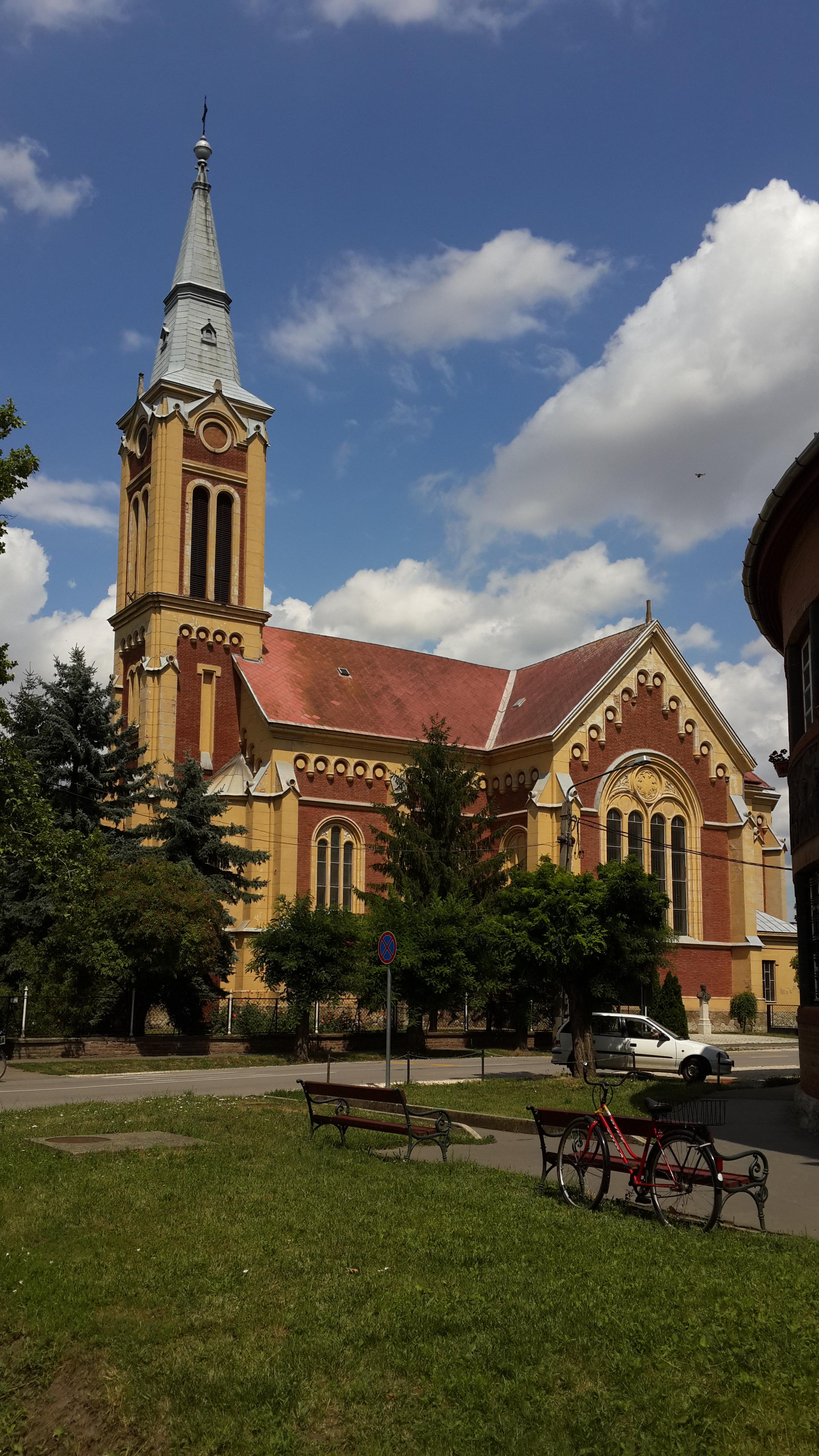
В Карцаге, столице Надькуншага

### Надькуншаг
Надькуншаг расположен к востоку от реки Тисы до Кёрёша, занимая всю центральную и восточную часть медье Яс-Надькун-Сольнок. Поверхность Надькуншага представляет собой практически абсолютно плоскую равнину Альфёльда, чьё однообразие нарушается лишь речными поймами и сохранившимися до настоящего времени курганами половцев, древнего населения этого региона. Наиболее крупные курганы располагаются на северо-востоке области в районе городов Карцаг и Кунхедьеш. Климат в Надькуншаге сухой и отчасти засушливый, благоприятный, прежде всего, для животноводства. Общая площадь региона — 1196 км². Основные города Надькуншага: Карцаг, Мезётур, Кишуйсаллаш, Туркеве, Кунхедьеш.

### Кишкуншаг

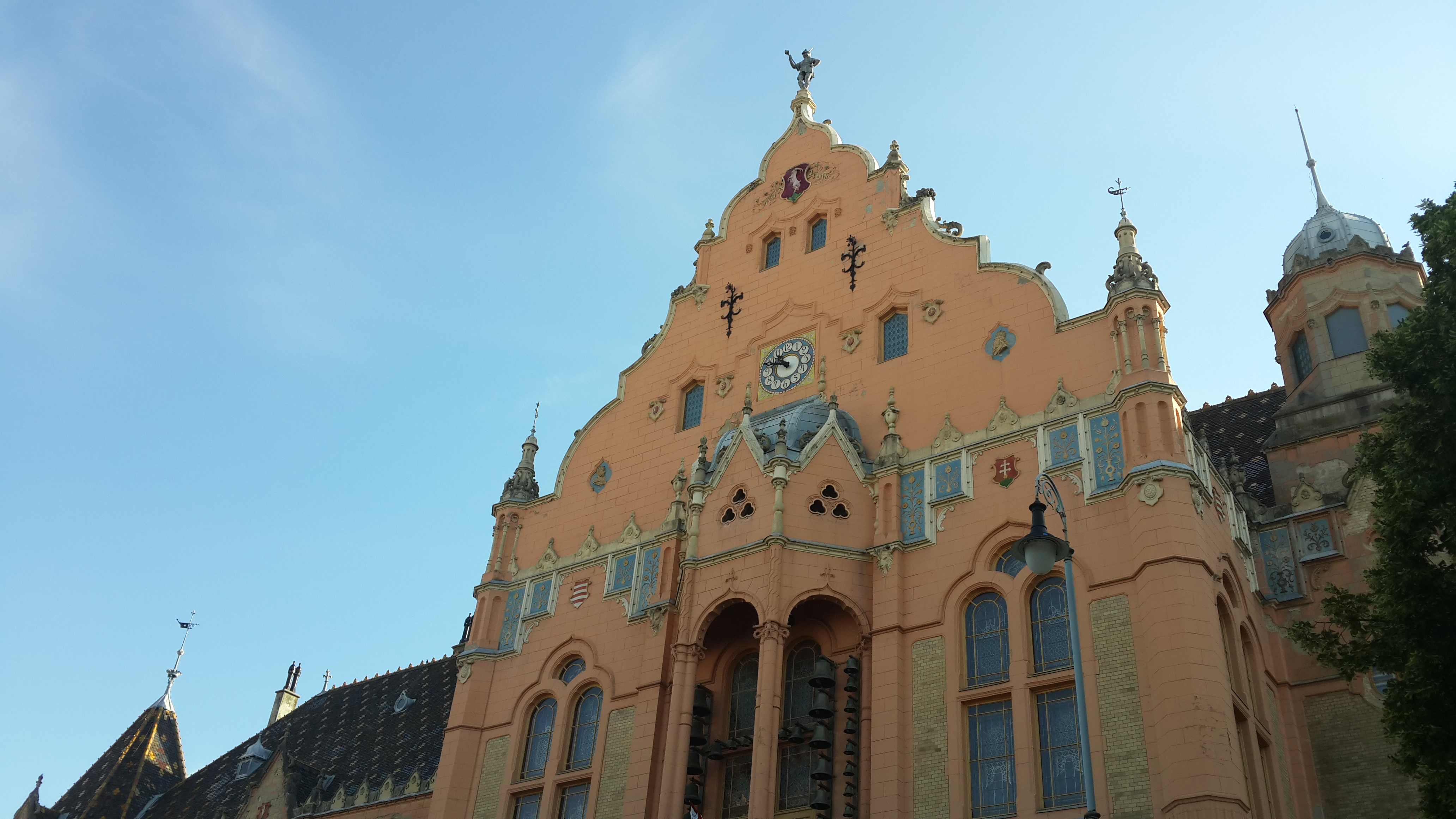
Кишкуншаг

Кишкуншаг занимает территорию между Дунаем и Тисой, отделяя столичную область Будапешта от аграрной Бачки и занимая северную часть медье Бач-Кишкун. Кишкуншаг лежит в самом центре Среднедунайской равнины и его поверхность не отличается значительными перепадами высот. Здесь крайне мало рек, климат довольно засушливый, много песчаников. 6 островков нетронутой степной экосистемы в настоящее время охраняются в национальном парке Кишкуншаг, созданным в 1975 г. (крупнейшие островки - Бугац и Апайпушта). Общая площадь региона — 2423 км². Основные города Кишкуншага: Кечкемет, Кишкунфеледьхаза, Кишкунхалаш, Кишкунмайша, Кишкёрёш и Калоча. Все они (кроме Кечкемета) считаются исконно-куманскими.

## История
Первым из племён Дешти-Кипчака (куманы, сары/половцы, куны и каи), с которыми «познакомились» венгры были куны, этноним которых стал в Венгрии нарицательным наименованием всех последовавщих за ними в Венгрию кочевых тюркских племён. В дальнейшем область расселения кунов получила название Куншаг.
Первый набег кунов на Венгерское королевство датируется 1070 годом, но уже в 1087 году куны в составе войск венгерского короля Шоломона принимают участие в походе на Византию. С 1091 года первые их группы селятся в Венгрии и далее отдельные родоплеменные объединения кочевников продолжают с разрешения королей оседать на жительство в Венгрии.
В начале XIII века половецкие племена населяли территорию Северного Причерноморья, однако под натиском монголов они были вынуждены перекочевать к Карпатам. В 1223 году объединённая половецко-русская армия была разбита монгольскими военачальниками Чингиз-хана в битве на реке Калке. После этого поражения половецкие роды, с примкнувшими к ним остатками печенегов и ясов, двинулись на Балканы и в Центральную Европу. В 1238 году хан Котян Сутоевич (Kuthen, Kötöny), возглавлявший свой клан Куни и несколько других кланов, вступил в пределы Королевства Венгров. Венгерский король Бела IV, борющийся с резко усилившимися магнатами и нуждающийся в дополнительных военных силах для отражения монгольской угрозы и укрепления королевской власти, в 1239 году заключил союз с ханом Котяном и его половцами, предоставив им убежище в Венгрии в обмен на обещание обратиться в католицизм и отныне сохранять верность венгерскому трону. Соглашение было закреплено помолвкой куманской княжны (будущей Елизаветы) и венгерского принца Иштвана (Стефана), старшего сына Белы IV. По-видимому, соглашение и помолвка произошли тогда, когда Иштван был ещё младенцем. А Елизавета Куманская вряд ли была существенно старше своего будущего мужа.
В 1241 году началось монгольское нашествие на Европу, под руководством хана Батыя и полководца Субэдэя. Вслед за Великой Венгрией на Урале, — Дунайская Венгрия была одной из важнейших целей монголов. Венгерская аристократия, памятуя прежнюю переменчивость хана Котяна, отнеслась к половцам с большим недоверием. Буквально накануне Монгольского вторжения в Венгрию, дворяне-заговорщики убили Котяна и его сыновей в Пеште (подозревая, скорей всего безосновательно, что Котян может переметнуться к Батыю). После смерти любимого правителя большая часть половцев (куманов, кунов) в марте 1241 года отреклась от католицизма и ушла в подданство к болгарскому царю Коломану I.
Через несколько недель после убийства Котяна монголо-татарские войска разбили королевское войско в битве при Мохе и жестоко разорили страну. Бела IV вновь был вынужден обратиться к половцам. По его призыву в 1246 году несколько половецких родов, а также некоторые фракции ясов-языгов (Jazyg), вернулись из Болгарии в Венгрию и были окончательно расселены на территории от Дуная до Дебрецена. Эта автономная область получила название Куншаг (Kunság, тж. Cumania). Автономная же область языгов — Ясшаг (Jászság, тж. Языгия, Jazygia).

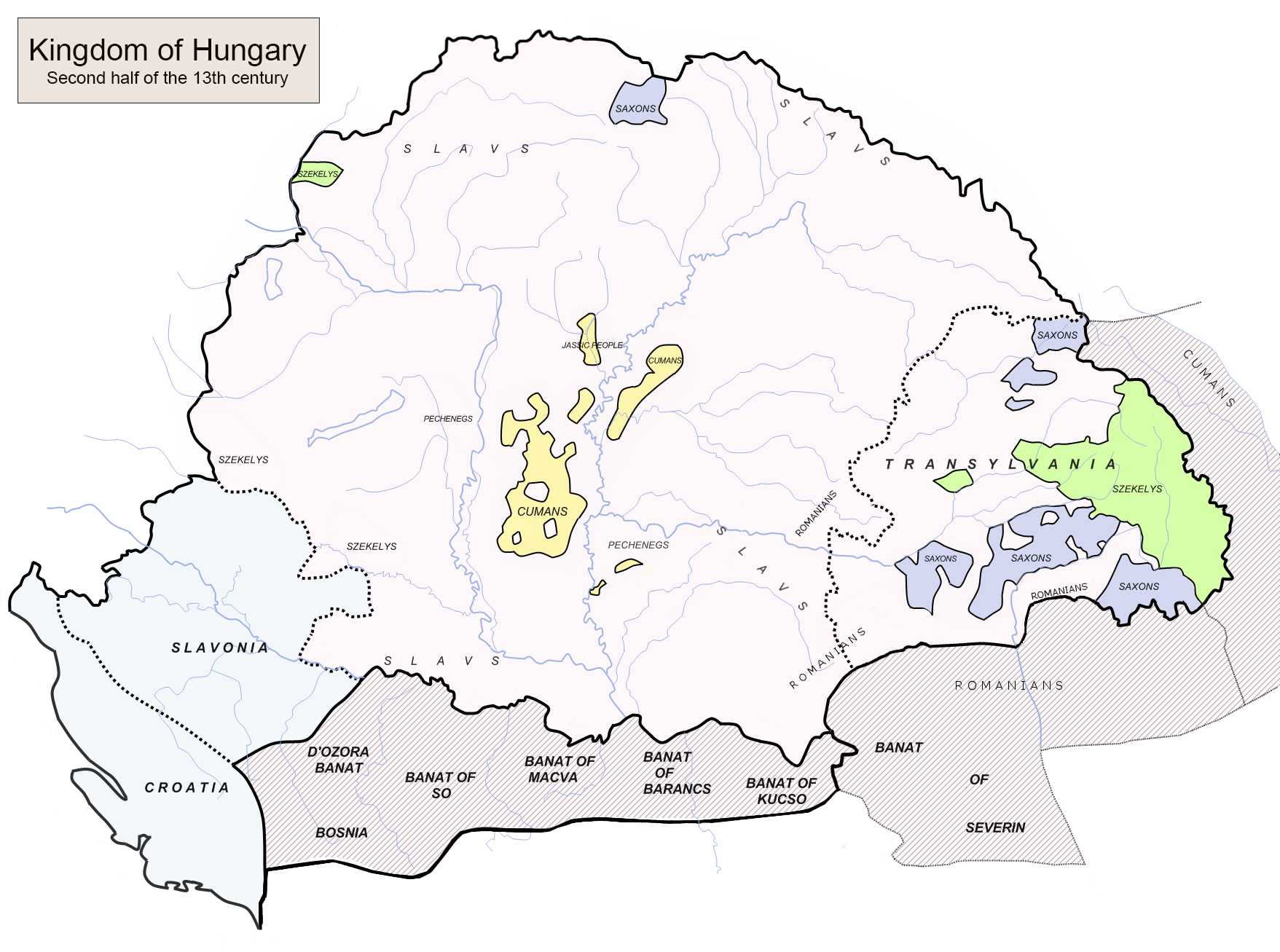
Венгрия XIII века: этнические очаги. Жёлтым цветом обозначены куманы, зелёным — секеи, сиреневым — саксонцы.

Согласно оценкам венгерского историка Дьёрдя Дьёрффи общая численность переселившихся в Венгрию половцев составляла порядка 40 000 человек. Иштван Мандоки Конгур приводит несколько иные данные: от 40 до 60 тысяч человек. В период переселения социальная дифференциация у половцев зашла уже достаточно далеко, существовала знать, князья и простолюдины, а также разделение народа на семь родов. Половецкие князья принесли присягу на верность королю Венгрии, обещав защищать с оружием в руках его королевство от татар и иных захватчиков, в обмен на что получили гарантии сохранения своих прав и обычаев и широкие привилегии в области самоуправления. Первое время половцы продолжали вести привычный для себя образ жизни, кочуя со своими стадами по Альфёльду. Первые постоянные населённые пункты в Куншаге появились лишь к концу XIV века. Одновременно началась постепенная христианизация половцев.
Наибольшего влияния половцы Куншага достигли в период правления Ласло IV (1272—1290), сына Елизаветы Куманской. Половцы были главной опорой короля в борьбе против мятежных магнатов. В 1279 году Ласло IV подтвердил автономию трёх областей расселения половцев в Венгрии: Куншага, Мезёфёльда и междуречья Тисы, Мароша и Кёрёша. Однако в 1280-х годов под давлением католической церкви и венгерских магнатов половцы были отстранены от власти и разбиты в ряде сражений. Тем не менее особый статус Куншага сохранился. Несмотря на периодические попытки королей Венгрии ликвидировать половецкую автономию (1514, 1526, 1702 годов), Куншаг продолжал пребывать вне комитатской системы и пользоваться широкими правами самоуправления.
К XV веку поселения половцев в Куншаге уже практически не отличались от других венгерских населённых пунктов. К этому времени из резиденций родовых вождей половецких племён возникли центры судебно-административной власти, подчиняющихся палатину. Родовая знать половцев адаптировалась к феодальной структуре Венгерского королевства и перевела общинные земли Куншага в частную собственность. Одновременно шли процессы ассимиляции половцев венграми: половецкий язык практически был вытеснен венгерским, потомки половецких кочевников включились в социальную структуру Венгрии наравне с прочими народностями королевства. Важнейшим фактором ассимиляции половцев стало турецкие завоевания XVI века. К середине XVI столетия Куншаг был подчинён Османской империей. Войны с турками и борьба между Габсбургами и Трансильванией привели к падению численности населения Куншага на 55-60 % и сближению социально-экономического статуса оставшихся половцев с венграми. В результате в XVII веке половецкий язык полностью исчез из употребления. В 1668 г. земли половцев и ясов составили единое целое (в латинских документах того времени: Districtus Iazygum et Cumanorum). Но вскоре дистрикт разукрупнили…
В 1702 году земли Куншага были предоставлены Тевтонскому ордену. Установление власти рыцарей привело к упразднению многих прежних привилегий населения области и к росту налогов. В ответ жители Куншага присоединились к восстанию Ференца Ракоци II против деспотии Габсбургов (1703—1711). В соответствии с Сатмарским миром 1711 года, завершившим это восстание, все привилегии Куншага были упразднены, как «противоречащие законам Венгерского королевства».
В 1715 г. тевтонские рыцари покинули Куншаг.
В период правления Марии Терезии, сильно заинтересованной в поддержке Венгрии в её войнах с Пруссией и Францией, особый статус Куншага был восстановлен. В соответствии с патентом 1745 года, жители Ясшага и Куншага получили свободу выбора судей, собственного палатина и других должностных лиц местного самоуправления, освобождение от государственных повинностей, право распределения налогов. Патент фактически санкционировал освобождение крестьян Куншага от крепостной зависимости, на 100 лет раньше чем в других частях Венгерского королевства.
В стихотворных воззваниях Шандора Петёфи несколько раз упоминаются ясы и куны.
Автономия Куншага была окончательно ликвидирована лишь в 1876 году, когда на Куманию была распространена комитатская система: Надькуншаг вошёл в состав комитата Яс-Надькун-Сольнок, а Кишкуншаг — в состав комитата Пешт-Пилиш-Шольт-Кишкун. В 1945 г. Кишкуншаг вошёл в состав медье Бач-Кишкун.

## Виноделие
Куншаг — один из 22 венгерских винодельческих регионов, часть Альфёльда. Первые винодельческие хозяйства в Кишкуншаге появились в конце XIX века, когда выяснилось, что филлоксера в меньшей степени поражает виноградники, растущие на песчаных почвах этой части южной Венгрии. До 1998 года винной зоной считался только Кишкуншаг, после винодельческая территория была расширена.
Площадь виноградников Куншага — 28020 гектаров. Климат характеризуется малым количеством осадков, жарким летом, холодной, сухой зимой. Почва преимущественно песчаная. Из сортов винограда возделываются, прежде всего, эзерйо, ковидинка, араньпарфехер, кекфранкош, кадарка. Куншаг ориентирован частично на производство валового виноматериала.
Среди собственных вин — тонкое пряное «кекфранкош», сочное пряное «кадарка» (оба — из одноимённых сортов винограда).